# Marbella Suns

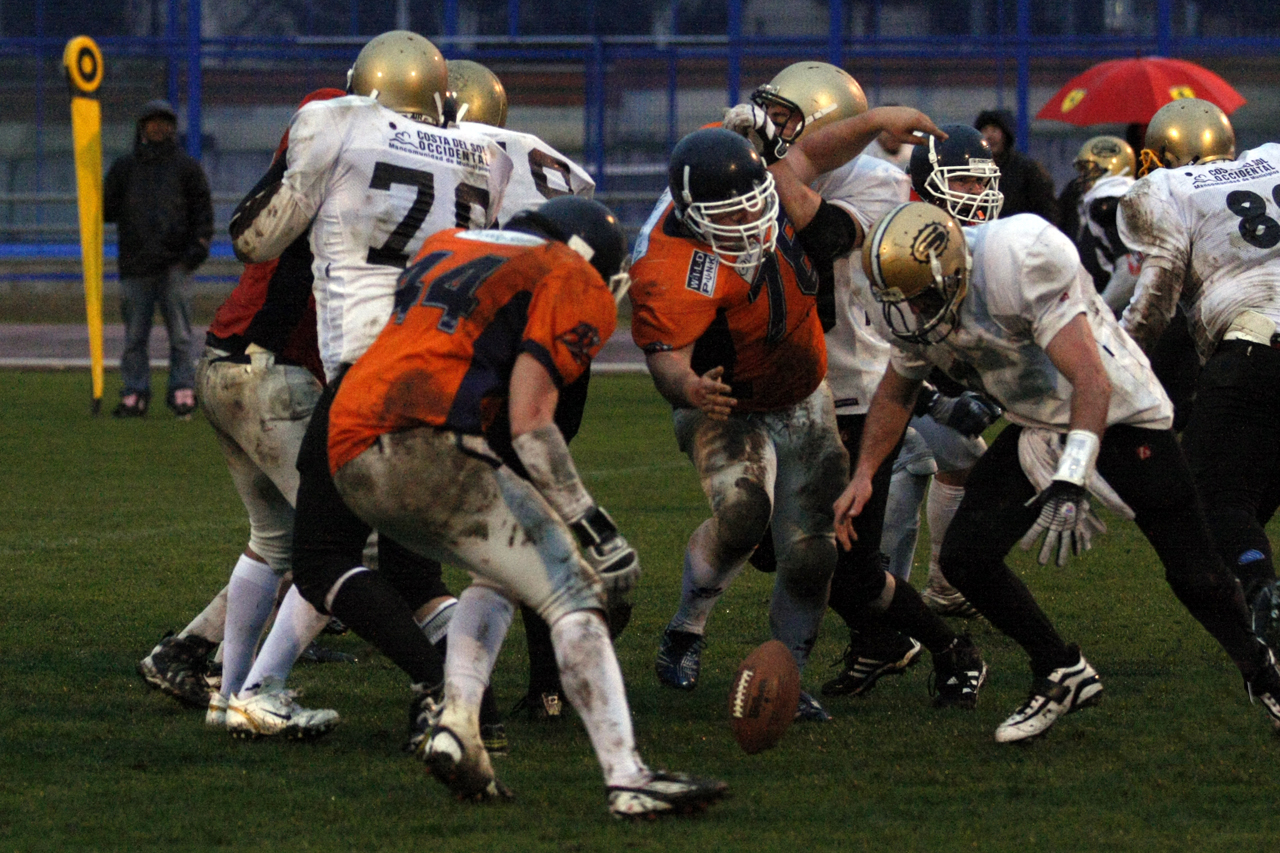
Los Marbella Suns en un partido contra los Granada Lions.

Marbella Suns (español: Soles de Marbella) era un club deportivo de fútbol americano de Marbella (Málaga) España que se disolvió en 2009. La mayor parte de sus componentes se integraron en Marbella Sharks, club fundado en 2009, tras la desaparición de Suns.

## Historia
Fundados como Costa del Sol Suns, se denominaron Manilva Suns tras firmar un convenio de colaboración con el ayuntamiento de Manilva, pasando posteriormente a ubicarse en Marbella (Málaga). 
En 2008 ganaron el campeonato de liga de Andalucía.
En 2009 se disolvió el club.

## Jugadores destacados
- Zachary Adam (Zac) Colvin, procedente de Colorado Buffaloes
- Rene Knopf, procedente de Vienna Vikings
- José Manuel Toquero Puerta, procedente de Granada Lions[2]